# Scapnetes ornatus
Scapnetes ornatus là một loài tò vò trong họ Ichneumonidae.